# Васил Кирков
Васил Киров Кирков е български актьор, председател на Съюза на артистите в България от 1925 до 1929 година. Той е един от основателите на българския професионален театър.

## Биография
| Домът на Васил Кирков в Карлово днес. |
| Домът на Васил Кирков в Карлово днес. |

Васил Кирков е роден в Карлово през 1870 г. Учи в Москва в театралната студия на МХТ под ръководството на К. Станиславски и Вл. Немирович-Данченко (1904 – 09). Привлечен е за помощник-режисьор в театъра на Вера Комисаржевска, с чиято трупа обикаля Германия, Полша, Франция и Америка (1909).
Започва работа като артист през 1890 г. в „Столична драматична трупа“. През периода 1892 – 1904 г. участва в редиците на актьорите от театър „Сълза и смях“. На софийска сцена дебютира в ролята на Контофре („Борислав" -Ив. Вазов) в Народния театър, където работи (1909 – 1923, 1934 – 1941). През 1926 г. Васил Кирков и Адриана Будевска са уволнени от театъра от тогавашната власт, което предизвиква широк обществен отзвук.
Режисьор на „Български художествен театър" – София (1925), директор-режисьор на „Русенски общински театър“ (1925 – 1927). Основава първия общински театър в Сливен (1928), създава „Бургаския драматичен театър“ (1929). Директор-режисьор на „Пловдивски общински театър“ (1932 – 1934). Основател на „Дом на изкуството и печата“ (1920).
Председател на Съюза на българските артисти (1925 – 1929), организатор на Пенсионния фонд на артистите.
Умира на 28 ноември 1931 г. в София.

## Памет
На Васил Кирков е наречена улица в квартал „Лозенец“ в София (Карта).

## Семейство
- Деца - Кирил, Маринка, Димитър
- Деца на Кирил - Мария, Надежда
- Деца на Мария - Десислава, Силвия
- Деца на Надежда - Филип, Нанси

## Театрални роли
- Контофре в „Борислав“ (Иван Вазов)
- Лоренцо във „Венецианският търговец“ (Уилям Шекспир)
- Лученцо в „Укротяване на опърничавата“ (Уилям Шекспир)
- Парис в „Ромео и Жулиета“ (Уилям Шекспир)
- Дамис в „Тартюф“ (Молиер)
- Бабутрен в „Мадам Сан Жен“ (В. Сарду)
- Сен Жуст в „Смъртта на Дантон“ (Г. Бюхнер)
- Юсов в „Доходно място“ (А. Н. Островски)
- Петър в „Лес“ (А. Н. Островски)
- Кулигин в „Буря“ (А. Н. Островски)
- Ферапонт в „Три сестри“ (Антон Чехов)
- Васка Пепел в „На дъното“ (Максим Горки)
- Хамлет „Хамлет“
- Карл Моор в „Разбойници“
- Маркиз Поза в „Дон Карлос“
- Фердинанд в „Коварство и любов“ (Шилер)
- Хлестаков в „Ревизор“
- Кречински на (Сухово-Кобилин)
- Освалд в „Призраци“ (Хенрик Ибсен)
- Княз Мишкин „Княз Мишкин“ (Фьодор Достоевски)
- Боян Магесника в „Боян Магесника“ (Кирил Христов)
- Жельо във „Вампир“ (Страшимиров)

Като режисьор:
- „Тебеширеният кръг“ (Клабунд)
- „Червената мелница“ (Ф. Молнар)
- „Свети, но не сгрява“ (А. Н. Островски)
- „Кройцерова соната“ (Лев Толстой)
- „Престъпление и наказание“ (Фьодор Достоевски)
- „Камо грядеши“ (Xенрик Сенкевич)
- „Самодива“ (П. Ю. Тодоров)
- „Юда“ (Константин Мутафов)